# Yoshizawa Akira
Yoshizawa Akira (吉澤 章, Hán Việt: Cát Trạch Chương; 14/03/1911 – 14/03/2005) là một nghệ sĩ origami (gấp giấy), được coi là đại sư origami. Ông được coi là người giúp đưa origami từ một kỹ năng thành một nghệ thuật đương đại. Theo ông, ông đã từng gấp 50 nghìn mẫu, trong đó chỉ có vài trăm là được đưa vào trong 18 cuốn sách của ông. Năm 1983, Nhật Hoàng Hirohito phong cho ông tước Húc Nhật Chương (Order of the Rising Sun theo Anh Ngữ, 旭日章 theo Hán Tự và Kyokujitsu-shō theo Romaji), là một trong các huân chương cao quý nhất cho 1 công dân Nhật.
Yoshizawa sinh ngày 14 tháng 3 năm 1911, tại Kaminokawa, Nhật Bản, xuất thân trong gia đình nông dân chăn nuôi bò sữa. Khi còn là một đứa trẻ, ông thích tự học origami (nghệ thuật xếp hình bằng giấy). Ông chuyển vào làm việc nhà máy ở Tokyo lúc ông 13 tuổi. Niềm đam mê được nhen nhóm trong độ tuổi 20, khi ông được thăng chức lên làm người thảo văn thư kỹ thuật. Công việc mới của ông là dạy cho nhân viên hình học cơ sở. Yoshizawa đã sử dụng nghệ thuật truyền thống của origami để hiểu và giao tiếp các vấn đề hình học.
Năm 1937, ông rời nhà máy để dành toàn bộ thời gian theo đuổi môn origami. Trong 20 năm sau đó, ông sống trong nghèo đói, kiếm sống bằng cách đi hết nhà này đến nhà khác để bán tsukudani (một gia vị của Nhật Bản thường được làm bằng rong biển). Trong Thế chiến thứ II, Akira Yoshizawa phục vụ trong quân đoàn y tế ở Hồng Kông. Ông đã làm các origami mô hình để cổ vũ các bệnh nhân bị bệnh, nhưng cuối cùng bị ốm và đã được gửi trở lại Nhật Bản. [1] Các tác phẩm origami của ông vô cùng sáng tạo, đủ để được viết trong cuốn sách Origami Shuko 1944, Isao Honda (本 多 功). Tuy nhiên, các tác phẩm của ông đã dành cho tạp chí Asahi số ra 1951, là bệ phóng cho nghề; nhưng theo nguồn khác, bước đầu tiên trên con đường chuyên nghiệp của ông là bộ ký hiệu của 12 cung hoàng đạo, được sự ủy nhiệm của một tạp chí vào năm 1954.
Năm 1954, chuyên khảo đầu tiên, Atarashii Origami Geijutsu (nghệ thuật origami mới) đã được xuất bản. Trong đó ông Yoshizawa-Samuel Randlett đã hệ thống ký hiệu cho các nếp gấp origami (một hệ thống ký hiệu, mũi tên và sơ đồ [2]), trở thành tiêu chuẩn cho hầu hết các paperfolders. Sự xuất bản của cuốn sách này đã giúp Yoshizawa thoát khỏi cảnh nghèo. Sau đó ông sáng lập Trung tâm Origami quốc tế tại Tokyo vào năm 1954, khi ông đã 43.
Triển lãm ở nước ngoài đầu tiên của ông được tổ chức vào năm 1955 bởi Felix Tikotin, một kiến trúc sư Hà Lan và nhà sưu tập nghệ thuật của người Do Thái gốc Đức, tại Bảo tàng Stedelijk. Yoshizawa cũng đã gửi các mô hình riêng của mình cho các buổi triển lãm khác trên thế giới. Ông không bao giờ bán các tác phẩm của mình, mà gửi cho mọi người như những món quà, và cho các nhóm hay tổ chức khác mượn để đem đi triển lãm.
Người vợ thứ hai của ông, bà Kiyo Yoshizawa, làm quản lý của ông và dạy origami cho đến lúc ông qua đời vào sinh nhật thứ 94 của mình.